# John Yapp
John Yapp (* 9. April 1983 in Cardiff) ist ein ehemaliger walisischer Rugby-Union-Spieler. Er spielte auf der Position des Pfeilers unter anderem für die walisische Nationalmannschaft und die Cardiff Blues.

## Biografie
Yapp vertrat die Jugend- und U21-Mannschaft von Cardiff und spielte für Wales in der U19-Auswahl. Auf Vereinsebene sammelte er Erfahrungen in der ersten Mannschaft des Llantwit Major RFC und des Pontypridd RFC. Ab 2002 spielte er für die Cardiff Blues und als 18-Jähriger gab er sein Debüt für das Franchise. In der Saison darauf wurde er auf Dauer in den Kader der Blues übernommen und war seither Stammspieler.
Yapp war Teil der walisischen U19- und U21-Auswahl des Landes. Beim Six Nations 2005 gehörte er erstmals dem Kader der Nationalmannschaft an, als diese das Turnier mit einem Grand Slam für sich entschied. Dabei bestritt er am 5. Februar 2005 als Einwechselspieler beim Sieg gegen England sein erstes Test Match. Aufgrund einer schwerwiegenden Knieverletzung konnte Yapp im Jahr 2007 für einige Zeit weder für Cardiff noch für die Nationalmannschaft berücksichtigt werden. Im Sommer 2008, während der spielfreien Zeit in der nördlichen Hemisphäre, weilte Yapp in Australien und absolvierte einige Spiele für die Tuggeranong Vikings in Canberra.
Unter dem neuen Nationaltrainer Warren Gatland kehrte Yapp bei den November-Länderspielen 2008 in die Reihen der Nationalmannschaft zurück. Er kam beim Six Nations 2009 und beim Six Nations 2011 zum Einsatz, danach fand er keine Berücksichtigung mehr. Mit den Blues gelang ihm 2009 der Gewinn des Anglo-Welsh Cup. 2012 wechselte er zu Edinburgh Rugby, in der Saison 2013/14 spielte er für London Irish, danach für die Wasps. Im Mai 2015 erklärte er aus gesundheitlichen Gründen seinen Rücktritt.